# Языки Торричелли
Языки Торричелли — группа (фила) папуасских языков, распространённых на территории Папуа — Новой Гвинеи. Общее число языков, согласно Ethnologue — 53.

## Распространение
Распространены на севере Новой Гвинеи, вдоль побережья моря Бисмарка. Всего насчитывается около 80 000 носителей языков Торичелли; из них от 30 000 до 32 000 приходится на арапешские языки, которые до недавнего времени рассматривались как единый язык с несколькими диалектами.
Зона распространения языков Торичелли состоит из трёх отдельных неравных частей, которые возникли в результате миграций носителей языков сепик-раму несколько столетий назад. Помимо сепик-раму языки Торичелли граничат на севере с рядом языков невыясненной генетической принадлежности, носители которых населяют прибрежную полосу.

## Классификация
1. Вапей-палейские языки
  1. Вапейские языки
    1. Ау
    2. Вальман
    3. Гнау
    4. Диа
    5. Йиль
    6. Йис
    7. Нингиль
    8. Оло
    9. Синаген
    10. Элькеи
    11. Япунда
    12. Яу

  2. Палейские языки
    1. Аги
    2. Аику
    3. Алатиль
    4. Аруоп
    5. Брагат
    6. Ванап
    7. Наби

  3. Уратские языки
    1. Урат
2. Западно-вапейские языки
  1. языки оне
    1. Инебу-оне
    2. Каборе-оне
    3. Квамтим-оне
    4. Мольмо-оне
    5. Северный оне
    6. Южный оне

  2. Сета
  3. Сети
3. Комбио-арапешские языки
  1. Арапешские языки
    1. Арапеш (или бумбита)
    2. Букийип
    3. Муфиан

  2. языки комбио 
    1. Аруек
    2. Вом
    3. Комбио
    4. Торричелли
    5. Эйтиеп
    6. Ямбес
4. Маимаиские языки
  1. языки бели
    1. Бели

  2. языки виаки 
    1. Виаки

  3. Лаэко-либуатские языки
    1. Лаэко-либуат

  4. Собственно маимаиские языки
    1. Силипут
    2. Хейо
    3. Яханг
5. Мариенбергские языки
  1. Буна
  2. Бунгаин
  3. Виарумус
  4. Джувал
  5. Камасау
  6. Уримо
  7. Элепи
6. языки монумбо 
  1. Лилау
  2. Монумбо
7. Уримские языки
  1. Урим

## Внешние связи
Какие-либо генетические связи языков Торичелли с другими языками не установлены. Наиболее вероятным представляется их родство с языками сепик-раму. Для праязыков обеих семей в личных местоимениях восстанавливается суффикс двойственного числа *-p и суффикс множественного числа *-m (Ross 2005).

## Реконструированные местоимения
В (Ross 2005) для пра-Торичелли реконструируются следующие личные местоимения:
| я   | *ki         | мы двое | *ku-p  | мы      | *ku-m, *əpə        |
| ты  | *yi, *ti    | вы двое | *ki-p  | вы      | *ki-m, *ipa        |
| он  | *ətə-n, *ni | они оба | *ma-k  | они (М) | *ətə-m, *ma, *apa- |
| она | *ətə-k, *ku | они обе | *kwa-k | они (Ж) | *ətə-l             |